# Liste der japanischen Botschafter in Afghanistan
Die nachstehende Liste versammelt die japanischen Botschafter in Afghanistan
| Ernannt / Akkreditiert | Name              | Bemerkungen                                                                                     | ernannt während der Regierung von | akkreditiert während der Regierung | Posten verlassen |
| ---------------------- | ----------------- | ----------------------------------------------------------------------------------------------- | --------------------------------- | ---------------------------------- | ---------------- |
| 1967                   | Hidiki Masaki     | einer von acht Übersetzern während der Aussage von Tōjō Hideki bei einem der Tokioter Prozesse. | Sato Eisaku                       | Mohammed Sahir Schah               |                  |
| 1968                   | Sashichiro Matsui |                                                                                                 | Sato Eisaku                       | Mohammed Sahir Schah               |                  |
| 1971                   | Kenji Nakao       | 1973 Botschafter in Addis Abeba                                                                 | Sato Eisaku                       | Mohammed Sahir Schah               |                  |
| 16. Okt. 1973          | Junji Yamada      | [ 1 ]                                                                                           | Tanaka Kakuei                     | Mohammed Sahir Schah               |                  |
| 1978                   | Toshikazu Maeda   | (* Mai 1950) ab 1979 Botschafter in Seoul                                                       | Ohira Masayoshi                   | Nur Muhammad Taraki                | 14. März 1979    |